# ТЕС Лан-Крабу
16°37′50″ пн. ш. 99°52′15″ сх. д. / 16.63056° пн. ш. 99.87083° сх. д.
ТЕС Лан-Крабу (Lan Krabue)  – колишня теплова електростанція на півночі Таїланду. 
У 1981 році в провінції Кампхенгпхет виявили нафтогазове родовище Сірікіт, розробка якого почалась вже у 1983-му. Оскільки при видобутку нафти отримували значні обсяги попутнього газу, вирішили використати його для живлення електрогенеруючих потужностей. При цьому прийняли рішення на користь переміщення до Лан-Крабу газових турбін малої потужності з інших ТЕС (можливо відзначити, що така практика була звичайною для Таїланду в ті роки – наприкінці 1960-х у столичному регіоні на кількох ТЕС запустили вісім малих газових турбін, проте у підсумку всі вони були переміщені до віддалених провінцій). 
Як наслідок, на майданчику у Лан-Крабу запустили в роботу:
- у 1983-му дві турбіни потужністю по 15 МВт (надійшли з ТЕС Сураттхані, куди, в свою чергу, потрапили з Бангкоку) та одну з показником у 25 МВт (переміщена зі станції Бангкок-Південь);
- у 1984-му одну турбіну потужністю 15 МВт (надійшла з ТЕС Ao Phai) та одну з показником у 25 МВт (знову з ТЕС Бангкок-Південь);
- у 1985-му одну турбіну потужністю 25 МВт (з ТЕС Бангкок-Південь);
- у 1988-му одну турбіну з показником 25 МВт (з ТЕС Сонгхла).
В подальшому майданчик підсилили ще трьома турбінами одиничною потужністю біля 15 МВт.
В 1998-му щонайменше одну турбіну потужністю 25 МВт відправили (як анонсувалось, тимчасово) з Лан-Крабу на майданчик ТЕС Ратчабурі, будівництво якої велось із відставанням від графіку, що загрожувало штрафними санціями за неготовність розпочати імпорт м’янмарського газу у обумовлені контрактом терміни.
Станом на 2001 рік за ТЕС Лан-Крабу рахувалась електричне обладнання загальною потужністю 168 МВт, при цьому показники окремих турбін були переноміновані наступним чином – чотири по 14 МВт, дві по 16 МВт та чотири по 20 МВт.
Нарешті, в першій половині 2000-х до Лан-Крабу перемістили ще одну газову турбіну потужністю 122 МВт з ТЕС Нонгчок.
Станом на кінець 2014-го ТЕС Лан-Крабу вже не рахувалась серед генеруючих об’єктів країни, при цьому відомо, що турбіна потужністю 122 МВт була подарована тайським урядом сусідній М’янмі, яка переживала енергетичну кризу, і в 2014-му почала роботу на ТЕС Йвама.
Станція належала державній електроенергетичній агенції Electric Generating Authority of Thailand (EGAT). 